# 吉隆坡地理

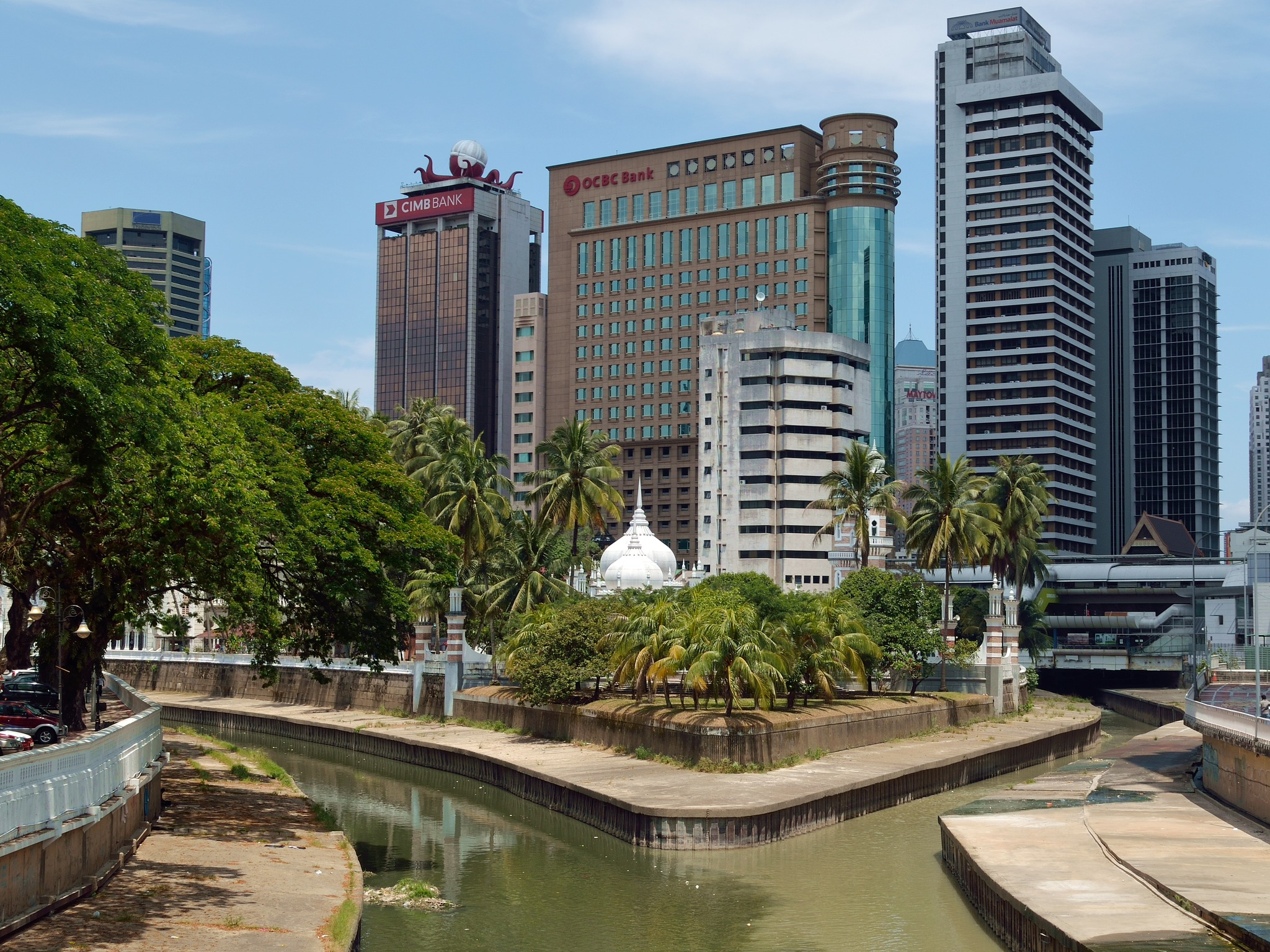
占美清真寺位于巴生河（右）与鹅唛河（左）的交汇处。两条河流因为河流荷重而各有不同的颜色。

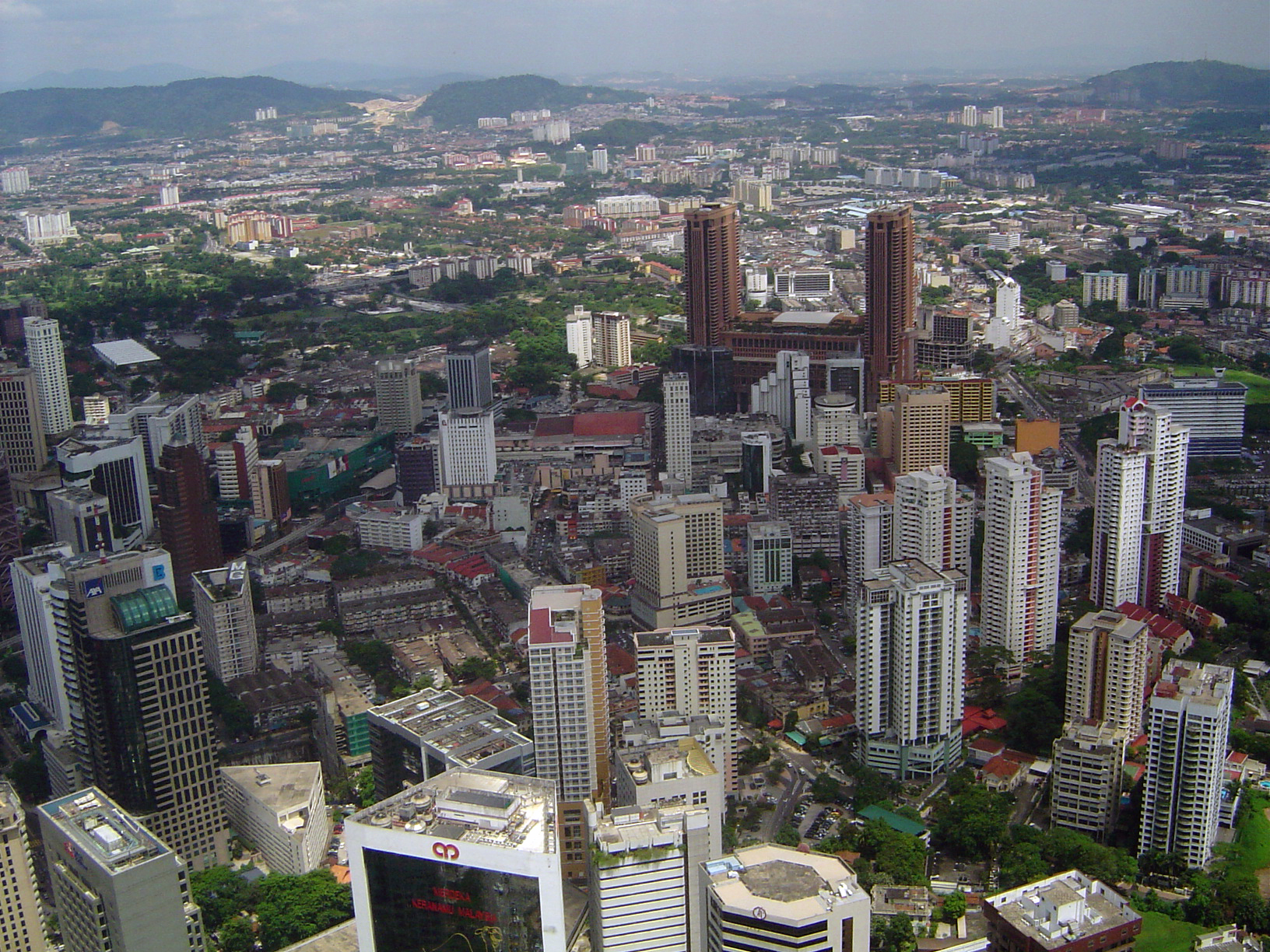
武吉免登与作为背景的蒂蒂旺沙山脉

马来西亚吉隆坡的地理，其主要特征是处于一个巨大河谷中，即为巴生谷（巴生河流域），该河谷由东部连绵的蒂蒂旺沙山脉、北部及南部零星的山谷包围，西部沿着巴生河可达马六甲海峡。而吉隆坡的马来文名"Kuala Lumpur"含义即为“泥泞河口”，因吉隆坡位于巴生河与鹅唛河的交汇处。吉隆坡位于马来西亚半岛西海岸，其特征是拥有广阔的平原，加上不像东海岸一样受到季候风影响因此吉隆坡成了整个半岛的中心发展火车头，与其他西海岸城市一同迅速发展。
吉隆坡从叶亚来开埠至1974年前，属于雪兰莪州管辖，也因其适中的位置成了该州的城市中心。1974年后，马来西亚政府将吉隆坡从雪兰莪州割让出来，成立新的联邦直辖区。截止2020年，吉隆坡一共占地243.65平方公里，平均海拔为21.95米，建成区达76.04%。

## 环境

### 自然资源
吉隆坡蕴含大量锡矿。

### 自然灾害
吉隆坡因为雷暴和大雨而时常遭受闪电水灾。

### 污染
与世界其他现代城市相比，吉隆坡的污染程度处于中等水平。 由于和苏门答腊岛非常靠近，尘埃颗粒时常从当地吹来，加上烧芭活动和山火是每年吉隆坡乃至整个马来西亚都会产生短暂而季节性的雾霾现象。

## 选区
吉隆坡下分11个选区，分别为：
1. 武吉免登
2. 蒂蒂旺沙
3. 斯迪亚旺沙（英语：Setiawangsa）
4. 旺沙玛珠，1900年代至1980年代为文良港的一个橡胶园，1984年开始开发，是吉隆坡的一个新市镇。
5. 峇都（英语：Batu, Kuala Lumpur）
6. 甲洞
7. 泗岩沫
8. 班底谷（英语：Lembah Pantai）
9. 士布爹
10. 敦拉萨镇，于1982年由时任首相马哈迪·莫哈末命名。该镇此前被称为甘榜刚果（Kampung Konggo）。名字来源是因当地为马来西亚武装部队退役军人的主要安置地，这些退役军人曾在1960年代参与联合国维和行动，以解决当时爆发的刚果危机。
11. 蕉賴

### 市中心
根据吉隆坡发展蓝图原先的定义，吉隆坡市区面积为1814公顷，并计划向南扩展861公顷。现有的吉隆坡市中心涵盖以下区域，并由吉隆坡内环公路分隔
- 吉隆坡湖滨公园
- 马来西亚国家银行
- 秋杰
- 吉隆坡医院
- 甘榜峇鲁
- 占美清真寺（和茨厂街）
- 吉隆坡塔（咖啡山）
- 吉隆坡双峰塔（吉隆坡城中城）
- 安邦（路）
- 拉惹朱兰
- 武吉免登
- 敦拉萨国际贸易中心
- 半山芭
- 广东义山公园
- 甘榜亚答
- 国家体育馆

扩展市中心则包括（由孟沙路、东西连贯大道和隆芙大道为界限）
- 吉隆坡中央车站
- 十五碑
- 旧国家皇宫
- 新街场皇家空军基地（马来西亚城）
- 士布爹
- 谷中城